# Делавэр (округ, Огайо)
Делавэр (англ. Delaware County) — округ в штате Огайо, США. Официально образован 10 февраля 1808 года. По состоянию на 2014 год, численность населения составляла 189 113 человек.

## География
По данным Бюро переписи США, общая площадь округа равняется 1 184,486 км2, из которых 1 147,630 км2 суша и 14,230 км2 или 3,110 % это водоёмы.

## Население
По данным переписи населения 2000 года в округе проживает 109 989 жителей в составе 39 674 домашних хозяйств и 30 668 семей. Плотность населения составляет 96,00 человек на км2. На территории округа насчитывается 42 374 жилых строений, при плотности застройки около 37,00-ти строений на км2. Расовый состав населения: белые — 94,25 %, афроамериканцы — 2,52 %, коренные американцы (индейцы) — 0,14 %, азиаты — 1,54 %, гавайцы — 0,03 %, представители других рас — 0,38 %, представители двух или более рас — 1,14 %. Испаноязычные составляли 1,01 % населения независимо от расы.
В составе 40,10 % из общего числа домашних хозяйств проживают дети в возрасте до 18 лет, 67,70 % домашних хозяйств представляют собой супружеские пары проживающие вместе, 6,70 % домашних хозяйств представляют собой одиноких женщин без супруга, 22,70 % домашних хозяйств не имеют отношения к семьям, 18,10 % домашних хозяйств состоят из одного человека, 5,30 % домашних хозяйств состоят из престарелых (65 лет и старше), проживающих в одиночестве. Средний размер домашнего хозяйства составляет 2,70 человека, и средний размер семьи 3,09 человека.
Возрастной состав округа: 28,20 % моложе 18 лет, 7,60 % от 18 до 24, 32,60 % от 25 до 44, 23,30 % от 45 до 64 и 23,30 % от 65 и старше. Средний возраст жителя округа 35 лет. На каждые 100 женщин приходится 98,00 мужчин. На каждые 100 женщин старше 18 лет приходится 94,90 мужчин.
Средний доход на домохозяйство в округе составлял 67 258 USD, на семью — 76 453 USD. Среднестатистический заработок мужчины был 51 428 USD против 33 041 USD для женщины. Доход на душу населения составлял 31 600 USD. Около 2,90 % семей и 3,80 % общего населения находились ниже черты бедности, в том числе — 4,40 % молодежи (тех, кому ещё не исполнилось 18 лет) и 4,80 % тех, кому было уже больше 65 лет.